# Kilian Stobæus

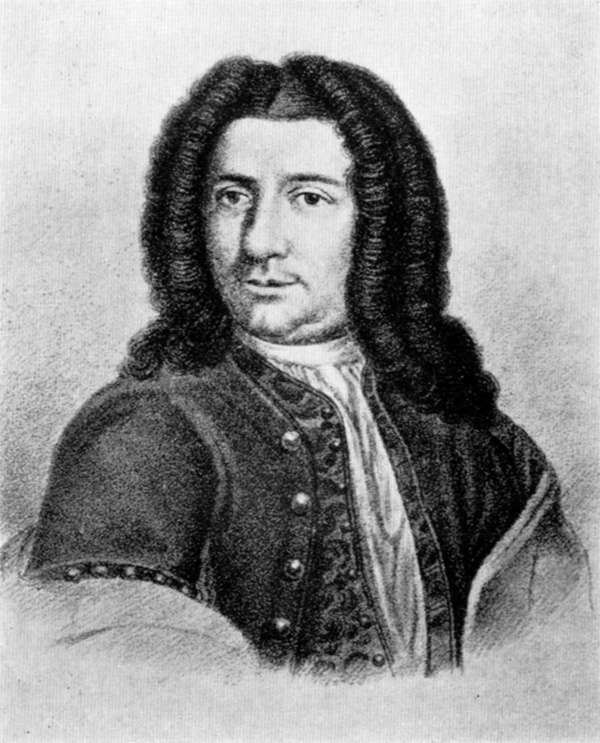
Kilian Stobæus

Kilian Stobæus (Aussprache [ˌɕiːlian stoˈbeːɵs], * 9. Februar 1690 in Vinslöv, Gemeinde Hässleholm; † 17. Februar 1742) war ein schwedischer Arzt und Naturwissenschaftler.

## Leben und Wirken
Stobæus war ein Sohn von Nils Stobæus und dessen Frau Brita Sophia Treutiger. Er wurde zunächst am Gymnasiums von Göteborg ausgebildet.
Stobæus immatrikulierte sich am 28. Juli 1709 an der Universität Lund und wurde dort am 19. März 1721 zum Doktor der Medizin promoviert.
1728 wurde er in Lund Professor für Philosophie, Medizin und Naturgeschichte und von 1732 an für Geschichte. 1735 amtierte Stobæus als Rektor der Universität.
Stobæus gehörte zu den Lehrern von Carl von Linné. Er sammelte alle möglichen naturhistorischen Kuriositäten und gründete 1735 das Museum Stobæanum, das er der Universität Lund stiftete und den Grundstock für das dortige Historische Museum bildet. Stobæus besaß eine umfangreiche Bibliothek.

## Schriften (Auswahl)
- Dissertatio physiologica de fame naturali. Lund 1717 – Dissertation unter Johan Jacob Döbelius.
- Disputatio inauguralis medica de fame laesa quam cum consensu ampliss […] Pro licentia honores & privilegia doctoralia […]. Lund 1720 (Digitalisat) – Dissertation unter Johan Jacob Döbelius.
- Schema genealogicum serenissimi et potentissimi d.n. Friderici, svethorum, gothorum, vandalorumque regis &c. nec non Hassiæ landgravii &c. stemma augustissimum ab Ynglingis, Skioldungis, Carolingis, Folkungis, antiquissimis et illustrissimis: totius septentrionis, Imo orbis familiis repetens et rite deducens. 1730 (Digitalisat).

Zeitschriftenbeiträge
- Observatio botanica circa Hesperidem hortensem monstrosam. In: Acta literaria Sueciae. Anno M DCCC XX III. Band 1, Uppsala / Stockholm [1723], S. 413–415 (Digitalisat, Digitalisat).
- Observatio de exostosi mira in cranio gallinæ cristatae. In: Acta literaria et scientiarum Sueciae, Anni M DCCC XXX. Uppsala 1738, S. 53 (Digitalisat, Digitalisat).
- De apoplexia e remedio adstringente & opiatio sinister exhibito. In: Acta literaria et scientiarum Sueciae, Anni M DCCC XXX. Uppsala 1738, S. 54 (Digitalisat, Digitalisat).
- De euporisto anthydropico. In: Acta literaria et scientiarum Sueciae, Anni M DCCC XXX. Uppsala 1738, S. 55–58 (Digitalisat, Digitalisat).
- Descriptio testudinis americanae terrestris; forte Jaboti brasiliensibus, Cagado de terra lusitannis dictae, marcgravii. In: Acta literaria et scientiarum Sueciae, Anni M DCCC XXX. Uppsala 1738, S. 58–62 (Digitalisat, Digitalisat).
- De ossiculo in vervecis penula invento. In: Acta literaria et scientiarum Sueciae, Anni M DCCC XXX. Uppsala 1738, S. 62–63 (Digitalisat, Digitalisat).
- De dendrite Scanico. In: Acta literaria et scientiarum Sueciae, Anni M DCCC XXX. Uppsala 1738, S. 63–67 (Digitalisat, Digitalisat).
- De arena volatica Scaniam vexante. In: Acta literaria et scientiarum Sueciae, Anni M DCCC XXXI. Uppsala 1738, S. 9–18 (Digitalisat, Digitalisat).
- De nummulo Brattenburgensi. In: Acta literaria et scientiarum Sueciae, Anni M DCCC XXXI. Uppsala 1738, S. 19–21 (Digitalisat, Digitalisat).

postum
- Opuscula in quibus petrefactorum, numismatum, et antiquitatum historia illustratur, in unum volumen collecta: cum multis figuris. Danzig 1752–1753 (Digitalisat).